# Ластівка пустельна
Ластівка пустельна (Ptyonoprogne obsoleta) — вид горобцеподібних птахів родини ластівкових (Hirundinidae).

## Поширення
Поширений по всій Північній Африці та на Близькому Сході аж до Афганістану та Пакистану. Природним середовищем існування цього птаха є пагорби або гори зі скелями, каньйонами та печерами, на висоті до 3700 метрів над рівнем моря, але його також можна зустріти на рівнинах, особливо в скелястих районах або з будівлями. Цей вид використовує штучні споруди замість природних скель і гніздиться в будинках.

## Опис
Це ластівка середнього розміру з коротким хвостиком, досягає довжини тіла приблизно 12,5—14 см і важить приблизно 14—24,5 г. Має розмах крил від 27,5 до 30 мм. Колір оперення включає блідий сіро-коричневий верх, кремово-білий або коричневий низ. Має несмугасте горло та не дуже помітні підкрилки. Білі плями можна побачити на розправленому хвості та підхвісті, але вони також дуже світлі.

## Спосіб життя
Ластівка пустельна харчується літаючими комахами. Аналіз вмісту шлунка P. o. arabica виявив жуків, бджіл, ос, мурах, комарів, мух, золотоочок, комарів, термітів і коників. Пошук їжі відбувається парами або дрібними групами. Вони іноді змішуються з іншими видами ластівок під час годування. Пересувається переважно біля скель висотою до метра над землею. Політ повільний з частими фазами ширяння. Активна у сутінках, годується пізно ввечері.
Період розмноження в північно-західній Африці триває з лютого по квітень, іноді вже в січні. У Єгипті розмножується з січня по червень. Зазвичай він розмножується в Ізраїлі з березня по травень, але також і до липня. В Аравії він розмножується переважно з лютого по квітень, а також з грудня по серпень. В Ефіопії сезон розмноження може тривати цілий рік, у Сомалі принаймні з березня по травень, а в південно-західній Азії з квітня по червень.
Гніздиться переважно поодинці, але іноді невеликими групами з кількох пар. Вид дуже агресивний до хижаків, таких як яструби. Гніздо будується представниками обох статей і іноді займає кілька тижнів. Гніздо — це відкрита чашечка, побудована на скелях або в печерах, а також на штучних бетонних конструкціях, металевих стінах або частково на кроквах і виступах. Також є повідомлення про їх розмноження в штучних гніздах. Іноді гнізда знаходяться низько над водою або, навпаки, на висоті до 16 м над землею. Воно побудоване із глини і вистелене пір'ям інших птахів, м'якою травою, волоссям, овечою вовною та пухом олеандру. Гнізда часто повторно використовують наступного сезону або двічі за той самий сезон. Кладка в Африці складається з двох-трьох білих яєць з червонувато-коричневими мітками. На Близькому Сході та в Пакистані це може бути від трьох до шести яєць. Зазвичай це три яйця. Насиджують обидва батьки. Інкубація триває 17 днів. Пташенята вилітають на 25—30 день. Буває так, що пташенят годують на льоту.

## Підвиди
Виділяють 7 підвидів:
- Ptyonoprogne obsoleta spatzi (Geyr von Schweppenburg, 1916)[3], трапляється в південному Алжирі, південно-західній Лівії та північному Чаді.
- Ptyonoprogne obsoleta presaharica (Vaurie, 1953)[4], поширений у південному Марокко, північній Мавританії та північно-центральному Алжирі.
- Ptyonoprogne obsoleta buchanani ( E Hartert 1921)[5], зустрічається в Нігері.
- Ptyonoprogne obsoleta obsoleta (Cabanis, 1850)[6], поширений в Єгипті, Ізраїлі, Лівані, Туреччині та Ірані.
- Ptyonoprogne obsoleta arabica (Reichenow, 1905)[7], зустрічається в північному Чаді, північному Судані, південному заході Аравійського півострова, північному Сомалі та Сокотрі.
- Ptyonoprogne obsoleta perpallida (Vaurie, 1951)[8], поширена на північному сході Саудівської Аравії та півдні Іраку.
- Ptyonoprogne obsoleta pallida Hume, 1872[9], трапляється у східному Ірані, південному Афганістані та Пакистані.